# Tröbitz
Tröbitz és un municipi alemany que pertany a l'estat de Brandenburg. Forma part de l'Amt Elsterland.
| Població de Tröbitz | Població de Tröbitz | Població de Tröbitz | Població de Tröbitz | Població de Tröbitz | Població de Tröbitz | Població de Tröbitz | Població de Tröbitz | Població de Tröbitz | Població de Tröbitz | Població de Tröbitz | Població de Tröbitz | Població de Tröbitz | Població de Tröbitz |
| Any                 | Població            |                     | Any                 | Població            |                     | Any                 | Població            |                     | Any                 | Població            |                     | Any                 | Població            |
| ------------------- | ------------------- | ------------------- | ------------------- | ------------------- | ------------------- | ------------------- | ------------------- | ------------------- | ------------------- | ------------------- | ------------------- | ------------------- | ------------------- |
| 1875                | 274                 |                     | 1946                | 1278                |                     | 1989                | 1194                |                     | 1995                | 1050                |                     | 2001                | 876                 |
| 1890                | 318                 |                     | 1950                | 1301                |                     | 1990                | 1189                |                     | 1996                | 1026                |                     | 2002                | 860                 |
| 1910                | 988                 |                     | 1964                | 1120                |                     | 1991                | 1149                |                     | 1997                | 1025                |                     | 2003                | 845                 |
| 1925                | 985                 |                     | 1971                | 1137                |                     | 1992                | 1122                |                     | 1998                | 974                 |                     | 2004                | 837                 |
| 1933                | 918                 |                     | 1981                | 1190                |                     | 1993                | 1107                |                     | 1999                | 955                 |                     | 2005                | 802                 |
| 1939                | 882                 |                     | 1985                | 1197                |                     | 1994                | 1053                |                     | 2000                | 910                 |                     | 2007                | 786                 |